# Strontian
Strontian är en by i Highland i Skottland. Byn är belägen 22 km 
från Lochaline. Orten har 471 invånare (2011).